# Le Ballon attaché
Pour plus de détails, voir Fiche technique et Distribution.
Le Ballon attaché (Привързаният балон, Privarzaniyat balon) est un film bulgare réalisé par Binka Jeliaskova, sorti en 1967.

## Synopsis
Dans un village de Bulgarie, peut-être dans les années 1930. Un ballon captif "échappé" arrive au-dessus d’un village. Les paysans sont d’abord effrayés, puis ils se décident à le suivre et le capturer. S'ensuit une course poursuite extravagante et souvent onirique et fantastique...

## Fiche technique
Sauf indication contraire, les informations mentionnées dans cette section peuvent être confirmées par la base de données cinématographiques IMDb,  présente dans la section « Liens externes ».
- Titre original : Привързаният балон, Privarzaniyat balon
- Titre français : Le Ballon attaché
- Réalisation : Binka Jeliaskova
- Scénario : Yordan Raditchkov
- Photographie : Emil Vagenshtain
- Montage : Borislav Penev
- Musique : Simeon Pironkov
- Pays de production :  Bulgarie
- Format : noir et blanc — 2,35:1 — son mono
- Genre : comédie dramatique, fantastique
- Durée : 98 minutes
- Dates de sortie :
  - Bulgarie : 1er décembre 1967
  - France : 8 mars 2023

## Distribution
- Grigor Vachkov : homme au pistolet
- Georgi Kaloyanchev : paysan
- Georgi Partsalev : paysan
- Konstantin Kotsev : paysan
- Georgi Georgiev-Getz : paysan

## Sortie

### Accueil critique
En France, le site Allociné propose une moyenne de 4,7⁄5, fondée sur 6 critiques de presse.